# Ешанка
Ешанка (рум. Eșanca) — село у повіті Ботошані в Румунії. Адміністративно підпорядковане місту Дарабань.
Село розташоване на відстані 417 км на північ від Бухареста, 47 км на північ від Ботошань, 132 км на північний захід від Ясс.

## Населення
За даними перепису населення 2002 року у селі проживала 361 особа, усі — румуни. Усі жителі села рідною мовою назвали румунську.